# Basket Rimini 1991-1992
Questa voce raccoglie le informazioni riguardanti il Basket Rimini, sponsorizzato Marr, nelle competizioni ufficiali della stagione 1991-1992.

## Verdetti stagionali
- Campionato di Serie A2:
  - stagione regolare: 3º posto su 16 squadre (bilancio di 18 vittorie e 12 sconfitte);
  - play-out di A1 / play-off di A2: 1º posto su 6 squadre nel girone verde;
    - promozione in Serie A1.

## Stagione
Dopo un solo anno trascorso in B1, Rimini torna ad affrontare il campionato di A2.

I due stranieri a disposizione di coach Pasini sono l'americano Darnell Valentine, reduce da 9 stagioni in NBA, e il brasiliano Israel.
Ad ottobre lo stesso Valentine subisce un infortunio muscolare, e vola a curarsi negli Stati Uniti: la dirigenza sopperisce alla sua assenza chiamando per un mese Franklin Johnson. Nello stesso periodo una distorsione al ginocchio tiene fuori il play Carboni per circa due mesi e mezzo.
A dicembre si conclude la controversia fra la società riminese e Franco Ferroni: il giocatore, intenzionato ad approdare in America al Davidson College, è costretto a ritornare in Italia non avendo i requisiti per giocare in NCAA.
La Marr conclude il girone di andata al terzo posto, stesso piazzamento ottenuto al termine del girone di ritorno. Le promozioni dirette erano soltanto due.
I play-out, che consistono in un raggruppamento misto fra squadre di Serie A1 e A2, si rivelano favorevoli ai riminesi: il ritorno in A1 si concretizza con una giornata di anticipo grazie alla vittoria col punteggio di 82-90 sul campo di Varese.

## Roster
| Giocatori |
| --------- |

|  | Naz.                   | Ruolo | Sportivo          | Anno | Alt. |  |  |
|  | ---------------------- | ----- | ----------------- | ---- | ---- |  |  |
|  | Italia (bandiera)      | C     | Roberto Terenzi   | 1960 | 204  |  |  |
|  | Italia (bandiera)      | C     | Renzo Semprini    | 1972 | 207  |  |  |
|  | Italia (bandiera)      | G     | Carlton Myers     | 1971 | 192  |  |  |
|  | Brasile (bandiera)     | C     | Israel            | 1960 | 206  |  |  |
|  | Italia (bandiera)      | A     | Silvano Dal Seno  | 1958 | 202  |  |  |
|  | Italia (bandiera)      | P     | Alfredo Carboni   | 1961 | 182  |  |  |
|  | Italia (bandiera)      | A     | Juri Altini       | 1968 | 198  |  |  |
|  | Stati Uniti (bandiera) | PG    | Darnell Valentine | 1959 | 185  |  |  |
|  | Italia (bandiera)      | A     | Massimo Ruggeri   | 1972 | 204  |  |  |

| Staff tecnico                |
| ---------------------------- |
| Allenatore: Piero Pasini     |
| Assistente: Massimo Bernardi |

| Giocatori acquisiti a stagione in corso |
| --------------------------------------- |

|  | Naz.                   | Ruolo | Sportivo                       | Anno | Alt. |  |  |
|  | ---------------------- | ----- | ------------------------------ | ---- | ---- |  |  |
|  | Stati Uniti (bandiera) | P     | Frank Johnson dal 16 ottobre   | 1958 | 185  |  |  |
|  | Italia (bandiera)      | A     | Franco Ferroni dal 22 dicembre | 1972 | 203  |  |  |

| Giocatori ceduti a stagione in corso |
| ------------------------------------ |

|  | Naz.                   | Ruolo | Sportivo                          | Anno | Alt. |  |  |
|  | ---------------------- | ----- | --------------------------------- | ---- | ---- |  |  |
|  | Stati Uniti (bandiera) | P     | Frank Johnson fino al 10 novembre | 1958 | 185  |  |  |
|  | Italia (bandiera)      | P     | Fabrizio Fontana fino al 22 marzo | 1972 | 180  |  |  |

 LegaBasket: Dettaglio statistico (archiviato dall'url originale il 4 marzo 2016)